# Iron Man en otros medios
El personaje de Marvel Comics Iron Man ha aparecido en varios otros medios de comunicación desde su primera aparición en Tales of Suspense #39 en marzo de 1963. Iron Man ha sido el protagonista de tres series animadas y una película animada estrenada directamente en DVD. El actor Robert Downey Jr. representa al personaje en las tres películas de acción en vivo, las cuales son parte del Universo cinematográfico de Marvel producido por los Estudios Marvel. Entre dichas películas se encuentran Iron Man (2008), Iron Man 2 (2010) y Iron Man 3 (2013). Downey también hizo un cameo no acreditado como Tony Stark en The Incredible Hulk (2008) y retrató al personaje como parte de un reparto coral en The Avengers (2012). Él continuará representando al personaje en la próxima película Avengers: Endgame (2019).

## Televisión

### Década de 1960
Iron Man apareció en la serie animada de 1966 The Marvel Super Heroes donde era uno de los cinco superhéroes principales y su voz fue prestada por John Vernon.

### Década de 1980
- En 1981, Iron Man hizo una aparición en la serie de dibujos animados Spider-Man and His Amazing Friends[3] con la voz de William H. Marshall. Él hizo cameos a lo largo de la serie, sobre todo en The Origin of the Spider-Friends, en el cual Tony Stark es un personaje principal.[2] Escarabajo robó una computadora de detección de crímenes y el Power Booster inventados por Tony Stark para incrementar su poder. Él fue el primer villano que los Spider-Friends enfrentaron juntos en ese episodio original. En agradecimiento por la ayuda de los Spider-Friends en contra del Escarabajo, Stark les proporcionó la tecnología de detección de crímenes usada por los héroes a lo largo de la serie.

- Iron Man hizo algunos cameos con el resto de Los Vengadores en la serie de 1981 Spider-Man, en un dibujo animado en el episodio Arsenic and Aunt May, y su traje aparece en una tienda de trajes en el episodio The Capture of Captain America.[2]

### Década de 1990
- En 1994, Iron Man protagonizó la serie animada Iron Man, con la voz de Robert Hays. Iron Man fue parte de un equipo formado por Century, Máquina de Guerra, la Bruja Escarlata, Ojo de Halcón y Spider-Woman.[2]

Esta serie fue parte de The Marvel Action Hour, que unió varias versiones animadas de las series de Marvel, incluyendo Los 4 Fantásticos, de 1994, con dos episodios de media hora de las diferentes series. el origen de Iron Man fue cambiado en esta serie: En vez de una especie de chip cerca de su corazón, Stark tiene múltiples astillas cerca de su columna, con posibilidades de parálisis. Stark y Ho Yinsen están cautivos no por Wong-Chu sino por el Mandarín, quien ha pasado a tener la piel verde y súper fuerza gracias a sus anillos. El Mandarín lidera un equipo de villanos, formado por Dreadknight, Hypnotia, Ventisca, Látigo Negro, Gárgola Gris, Torbellino, Láser Viviente, M.O.D.O.K., y Justin Hammer contra Iron Man y un equipo basado en Force Works.
- Iron Man hizo un cameo sin líneas en algunos episodios de la serie de animación para televisión de 1994 Los 4 Fantásticos.
- Iron Man apareció en la aparición de dos partes de Venom y Carnage de mediados de la década de 1990 y en episodios del capítulo Secret Wars de la serie de animación de 1994 Spider-Man.[4] Robert Hays presta su voz al personaje.
- Robert Hays interpretó a Iron Man nuevamente en un cameo en la serie animada de 1996 The Incredible Hulk en el episodio 4: «Mano amiga, Iron Fist.»[4]
- En 1999, la serie de dibujos animados de 13 episodios The Avengers: United They Stand, Iron Man fue interpretado por Francis Diakowsky.[4] Él ayuda a los Vengadores a frustras el plan de Zodiac de hacer que un satélite radioactivo choque con la Tierra. Como el Capitán América y Thor, Iron Man no podría haber sido utilizado como un miembro de tiempo completo.

### Década de 2000
- En 2007, Iron Man apareció en el episodio 22 de Fantastic Four: World's Greatest Heroes: Shell Games, serie de dibujos animados, con la voz de David Kaye.
- En 2009, Iron Man protagonizó Iron Man: Armored Adventures, otra vez en animación, con la voz de Adrian Petriw.[5]
- Comenzando en 2009, Iron Man apareció en El escuadrón de superhéroes, animación con la voz de Tom Kenny.

### Década de 2010
- Desde 2010, Iron Man aparece en The Avengers: Earth's Mightiest Heroes, animación con la voz de Eric Loomis y Keiji Fujiwara en el doblaje japonés.[6][7] Como en los cómics, él es uno de los miembros fundadores del equipo y les proporciona la Mansión Avengers así como toda la tecnología del equipo, incluyendo DNI especiales y Quinjets. Este Iron Man incluye los elementos del canon de los cómics y algunos elementos de las películas de Iron Man recientes, incluyendo el Arc Reactor en su pecho así como su armadura siendo manejada por JARVIS, en lugar del sistema HOMER en la historieta. Él sirve como líder del grupo, y es visto en los créditos iniciales monitoreando las actividades del equipo en varias pantallas de visualización.

- Como parte de una colaboración de cuatro series de dibujos animados entre la compañía de animación japonesa Madhouse y Marvel, Iron Man protagonizó un anime de 12 episodios que se estrenó en Japón en Animax en octubre de 2010 y es mostrado en G4 en Estados Unidos.[8] Concluyó en Animax luego de pasarse la docena completa de episodios el 17 de diciembre de 2010. Su voz es prestada por Keiji Fujiwara en japonés y Adrian Pasdar en inglés. Además, él aparece en un cameo sin líneas en el último episodio de Marvel Anime: X-Men.
- Él aparece en la serie animada de Spider-Man, Ultimate Spider-Man, con Pasdar volviendo a interpretarlo. En el episodio Great Power, se lo muestra tratando de dominar su traje. Él tiene un rol mayor en Fight of the Iron Spider, donde él y el equipo combaten a Láser Viviente. El episodio hace varias referencias a su alter ego playboy. Sus antecedentes son idénticos a los de la película, con el primer traje siendo construido para escapar de su cautiverio. Una versión alternativa suya es brevemente mostrada en el final, cuando el Láser Viviente termina en la realidad de El escuadrón de superhéroes
- Iron Man aparece en la animación Lego Marvel Super Heroes: Maximum Overload, nuevamente con la voz de Adrian Pasdar.
- Apareció en Hulk and the Agents of S.M.A.S.H., nuevamente animación con la voz de Pasdar.[9]
- Iron Man apareció en el especial animado del verano de 2013 Phineas y Ferb: Misión Marvel,[10] con Pasdar retomando su rol.[11]
- Iron Man aparece en la serie animada Avengers Assemble, nuevamente con la voz de Pasdar.[12][13]
- El presidente de Disney Channel Worlwide Gary Marsh anunció una nueva serie de animación de Iron Man en desarrollo.[14]
- Iron Man aparecerá en Marvel Disk Wars: The Avengers.[15]

## Películas

### Universo cinematográfico de Marvel

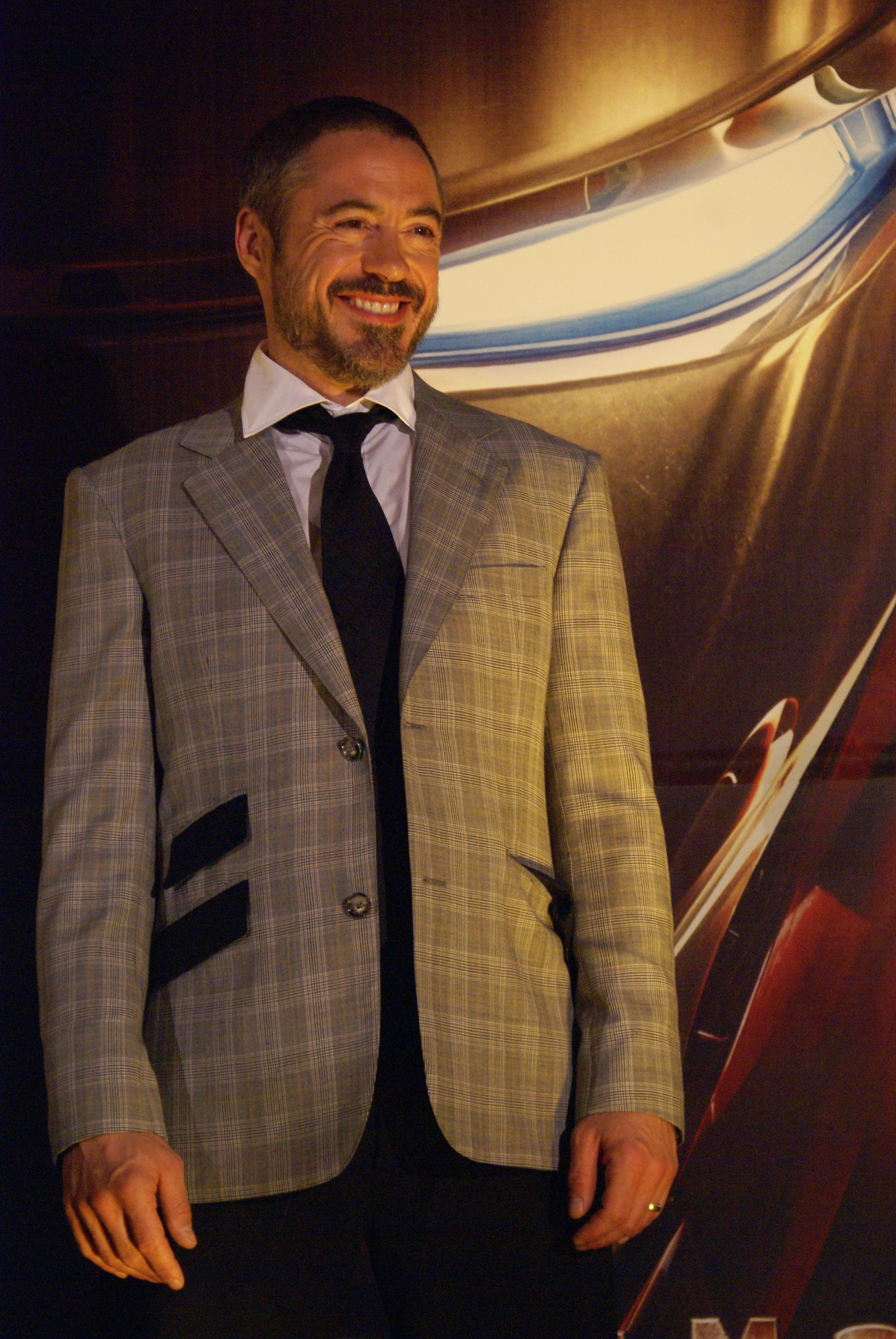
Robert Downey Jr., actor que interpreta a Tony Stark en las películas del Universo cinematográfico de Marvel.

#### Películas independientes

##### Iron Man(2008)
Cuando Stark es capturado en territorio enemigo, construye una armadura de alta tecnología para escapar. Ahora, él está en una misión para salvar el mundo como un héroe que no nació para ser diferente a cualquier otro.

##### Iron Man 2(2010)
Todos saben que Stark es Iron Man, y ahora Stark está siendo presionado por el gobierno para mostrar los esquemas de la armadura de Iron Man, para uso militar. Paranoico del hecho de que los esquemas podrían caer en manos equivocadas, Tony esconde los secretos de Iron Man.

##### Iron Man 3(2013)
Stark se enfrenta a un poderoso enemigo, el Mandarín, cuando se embarca en búsqueda del responsable de destruir su mundo privado. A lo largo del camino, descubre la respuesta a la pregunta que secretamente lo acechaba: "¿El hombre hace al traje o el traje hace al hombre?".

#### Crossovers y cameos

##### The Incredible Hulk(2008)
Stark hace un breve cameo durante la escena con Thunderbolt Ross, en la cual él discute sobre poner un equipo de superhéroes juntos. Stark Industries también es vista en los créditos principales, suministrando vehículos a Ross. El logo es nuevamente visto en la unidad de congelación de carbono en el que el suero del súper soldado estaba almacenado.

##### The Avengers(2012)
Nick Fury, el director de la organización S.H.I.E.L.D., recluta a Iron Man, Capitán América, Hulk y Thor con la ayuda de Black Widow y Hawkeye para formar un equipo que debe parar al hermano adoptivo de Thor Loki y sus aliados los Chitauri de que conquisten la Tierra.
Avengers: era de Ultrón
2015
Capitán América : Civil War
Avengers: Infinity War
2018
Avengers: Endgame
2019

#### Futuro
De acuerdo con el director Shane Black, el contrato de Robert Downey Jr. con los Estudios Marvel, el cual expira después del estreno de Iron Man 3, puede extenderse en pedido del actor para aparecer en Avengers: Age of Ultron y por lo menos una película más de Iron Man. Él dijo:

Ha habido muchísimas discusiones sobre eso: '¿Es ésta la última Iron Man para Robert [Downey Jr.]?' Algo me dice que este no será el caso, y [él] será visto en una cuarta, o quinta.

El presidente de los Estudios Marvel Kevin Feige ha dicho que el personaje de Stark continuará apareciendo en el Universo cinematográfico de Marvel independientemente de la participación de Downey. Downey ha dicho que él está abierto a extender su contrato, diciendo que siente que «hay un par de otras cosas que tenemos que hacer» con su personaje. Black le dijo al diario The Independent que Downey regresará como Stark para la cuarta película. En una entrevista en abril de 2013, Don Cheadle mencionó la posibilidad de que James Rhodes aparezca en Captain America: The Winter Soldier y la secuela de The Avengers. Cheadle le dijo a la revista Empire que Iron Man 3 podría ser la última película en la serie: 

La puerta siempre está abierta en este tipo de películas especialmente cuando lo hacen tan bien como lo han hecho. Sé que se habló de asegurarse de que hicimos esta bien, y si funcionó podría ser la última. Hay espacio para más que hacer con estos personajes. Estamos llegando a un punto ideal con Tony y Rhodey, de todos modos. Robert está realmente ocupado, sólo tuvo un hijo, y si él dijera «necesito un descanso por un segundo», no lo culparía.

Luego de la escena final con Bruce Banner en Iron Man 3, los créditos dicen que "Tony Stark regresará".
En junio de 2013, Robert Downey Jr. firmó el contrato para regresar como Iron Man en Avengers: Age of Ultron y una tercera película de The Avengers.
También se confirmó que aparecería en Capitán América: Civil War.

### Animación
- Iron Man ha aparecido en Ultimate Avengers (una adaptación directamente para DVD de The Ultimates producida por Marvel Entertainment y Lionsgate Films) cuya voz fue prestada por Marc Worden. Aunque se basó en el Ultimate Iron Man, la identidad de la versión animada no es un asunto de interés público, y, como en la continuidad principal del Universo Marvel, él se ve afectado por una enfermedad del corazón tan grave como un tumor cerebral. En la primera película, se muestra reacio a unirse a Los Vengadores, pero luego se convierte en un miembro de tiempo completo. la película de Marvel/Lionsgate Ultimate Avengers 2 se entrenó el 8 de agosto de 2006.En la segunda película la vieja armadura de Iron Man está arruinada, así que usa la armadura de War Machine.

- Marc Worden vuelve a interpretar a Iron Man en The Invincible Iron Man. La película se trata en su mayoría de un origen distinto en donde Stark es llevado a China.[cita requerida] Ahí conoce a Li Mei, y con Rhodey construye una armadura. Como Iron Man, él lleva hacia abajo cuatro elementos que tratan de resucitar a su archienemigo, el Mandarín, quien en esta encarnación en un Kahgan que ha estado difunto por varios siglos.

- Un Iron Man mayor también aparece en el universo alternativo Next Avengers: Heroes of Tomorrow con la voz de Tom Kane. Él lleva a los hijos de Los Vengadores a un lugar seguro donde Ultron no los encontrará.

- Stark (nuevamente con la voz de Marc Worden) hace una breve aparición en la película animada Planet Hulk.[26]

- Iron Man: Rise of Technovore es una película directamente para DVD la cual, como la adaptación de Marvel Anime, fue producida por Madhouse en colaboración con Marvel. La película fue escrita por Brandon Auman y dirigida por Hiroshi Hamasaki. Matthew Mercer y Norman Reedus le pusieron voz a Stark y a the Punisher respectivamente. La película gira en torno a Iron Man mientras lucha contra Zeke Stane, quien ha desarrollado una nueva biotecnología. Se estrenó en Norteamérica en Blu-ray y DVD el 16 de abril de 2013.[27]

- Iron Man aparece como un personaje principal en Iron Man and Hulk: Heroes United. Adrian Pasdar volverá a interpretar a Stark de Ultimate Spider-Man y Iron Man Anime.[28] Iron Man hará equipo con el Capitán América en Iron Man & Captain America: Heroes United, que está programada para estrenarse en 2014.[29]

- Iron Man aparecerá en la película anime Avengers Confidential: Black Widow & Punisher.[30]

## Videojuegos
- Iron Man aparece en varios videojuegos. Él es uno de los cuatro héroes seleccionables en Captain America and The Avengers (1991) y uno de los cinco personajes jugables en Marvel Super Heroes: War of the Gems (1996). Chris Britton pone la voz al personaje en el videojuego de Capcom Marvel Super Heroes (1995) y en Marvel vs Capcom 2: New Age of Heroes (2000).
- Iron Man aparece como un como un personaje auxiliar en el juego de arcade de 1995 Avengers in Galactic Storm.
- Tony Stark es mencionado en Spider-Man 2: Enter Electro.
- Él aparece en Iron Man and X-O Manowar in Heavy Metal para PC, PlayStation, Game Boy, Sega Saturn y Sega Game Gear.
- The Invincible Iron Man fue lanzado para Game Boy Advance a finales de 2002.
- Iron Man se puede desbloquear luego de ganar en la dificultad fácil en Tony Hawk's Underground lanzado en 2003.
- Iron Man hace una aparición en el videojuego de 2005 The Punisher con la voz de John Cygan. Él se entera por parte de su guardaespaldas que the Eternal Sun trató de robar la armadura de Iron Man. Una broma interna alude al alcoholismo de Stark: Luego de ver la destrucción que dejó the Punisher, Stark suspira y dice, «Necesito un trago.»
- Iron Man es un personaje desbloqueable en X-Men Legends II: Rise of Apocalypse nuevamente con la voz de John Cygan. Puede ser desbloqueado coleccionando las cuatro señales de rastreo en cada acto para acceder al área secreta para recuperar una pieza de su armadura. Se deben coleccionar las cuatro piezas de su armadura para desbloquearlo. La armadura de Máquina de Guerra es uno de sus trajes alternativos.
- Iron Man es uno de los personajes principales en Marvel Nemesis: Rise of the Imperfects, con la voz de David Kaye.
- John Cygan vuelve a interpretar a Iron Man que es un personaje jugable en Marvel: Ultimate Alliance con la voz de Crispin Freeman. Él es uno de los primeros cuatro personajes disponibles para jugar. Ya que la trama del juego se basa en el arco argumental de Civil War, él desempeña un papel importante como el líder del Movimiento Pro-Registro.[31] Su traje alternativo es la armadura clásica ligeramente modificada.
- Iron Man es el personaje principal en Iron Man: Aerial Assault.
- Iron Man aparece como un personaje jugable en el videojuego Marvel Super Hero Squad y su secuela, Marvel Super Hero Squad: The Infinity Gauntlet, con Tom Kenny retomando su papel.
- El héroe aparece en el videojuego Iron Man 2, basado en la película del mismo nombre con la voz de Eric Loomis.
- Una máquina de pinball producida por Stern fue lanzada en 2010. Está basada en las primeras dos películas.
- Iron Man aparece como un luchador jugable en Marvel vs. Capcom 3: Fate of Two Worlds. Eic Loomis retoma su papel y Iron Man es retratado en su armadura Extremis. Los colores alternativos incluyen la armadura prototipo "lata", la armadura de sigilo y la armadura Centurión Plateado, con la armadura Iron Patriot de Norman Osborn disponible como contenido descargable. Él aparece en el personaje de Mike Haggar terminando como compañero de candidatura para su campaña presidencial. Iron Man más tarde aparecería como un personaje jugable en la actualización independiente del juego, Ultimate Marvel vs. Capcom 3.
- Iron Man está disponible como contenido descargable para el juego LittleBigPlanet, como parte del Marvel Costume Kit 1.[32]
- Iron Man es un personaje jugable en Marvel Super Hero Squad Online y Marvel Super Hero Squad: Comic Combat, con la voz de Tom Kenny en su armardura estándar, armadura Hulkbuster y armadura de sigilo.
- Iron Man es un personaje jugable en el juego de Facebook Marvel: Avengers Alliance.
- Iron Man aparece como un personaje jugable en el videojuego de lucha Marvel Avengers: Battle for Earth.
- Iron Man es un personaje jugable en el MMORPG Marvel Universe Online.[33]
- Iron Man es un personaje jugable en Lego Marvel Super Heroes, con la voz de Adrian Pasdar.[34][35]
- En 2009, Playtech lanzó la versión en línea de juego de tragaperras Iron Man. Debido al éxito posteriormente se ha creado su continuación Iron Man 2 y Iron Man 3.[36]

## Historietas animadas
Iron Man aparece en la historieta animada Iron Man: Extremis con la voz de DJ Tanner.

## Libros
La armadura de Iron Man aparece prominentemente en el libro Inventing Iron Man: The Possibility of a Human Machine por E. Paul Zehr, el cual explora los aspectos de ciencia ficción dura de Iron Man y la posibilidad de construir una armadura como la de Iron Man.
Iron Man ha aparecido en las siguientes novelas:
| Título                                                 | Autor                           | Editorial              | ISBN                     | Fecha de estreno         |
| ------------------------------------------------------ | ------------------------------- | ---------------------- | ------------------------ | ------------------------ |
| Iron Man: And Call My Killer... MODOK!                 | William Rotsler                 | Pocket Books           | 0671820893 9780671820893 | Mayo de 1979             |
| Iron Man: The Armor Trap                               | Greg Cox                        | Berkley Boulevard/BPMC | 1572970081 9781572970083 | Julio de 1995            |
| Iron Man: Steel Terror                                 | Dean Wesley Smith               | Pocket Books/BPMC      | 0671003216 9780671003210 | Octubre de 1996          |
| Iron Man: Operation A.I.M.                             | Greg Cox                        | Berkley Boulevard/BPMC | 1572971959 9781572971950 | Diciembre de 1996        |
| Spider-Man and Iron Man: Doom's Day Book Two: Sabotage | Pierce Askegren Danny Fingeroth | Berkley Boulevard/BPMC | 1572972351 9781572972353 | Marzo de 1997            |
| Iron Man                                               | Peter David                     | Del Rey Books          | 034550609X 9780345506092 | Abril de 2008            |
| Iron Man: Femme Fatales                                | Robert Greenberger              | Del Rey Books          | 0345506855 9780345506856 | 29 de septiembre de 2009 |
| Iron Man: Virus                                        | Alexander C. Irvine             | Del Rey Books          | 0345506847 9780345506849 | 26 de enero de 2010      |
| Iron Man: Extremis                                     | Marie Javins                    | Marvel Comics          | 978-0785165187           | 16 de abril de 2013      |

## Juguetes
La primera figura de acción de Iron Man fue producida en 1975 por la Mego Corporation. Esta figura de 203 mm de alto tenía un traje de tela y accesorios de plástico. La versión de la armadura representada tiene el famoso casco con "nariz", haciéndolo el único entre todos los juguetes de Iron Man.
Toy Biz ha producido figuras de Iron Man basadas en la serie animada de Iron Man de 1994, todos con piezas de armadura desmontables. Una quinta gama, que nunca llegó a estar abiertamente disponible, aparece en el mercado de colección.
Desde 2002, Toy Biz ha producido figuras de Iron Man en la línea de la compañía Marvel Legends. La figura incluye la armadura clásica (variante de oro) y la armadura de sigilo en Serie 1, la armadura Centurión Plateado en Serie 7, la armadura moderna en Serie 8, Máquina de Guerra (con James Rhodes) en Serie 9, la armadura Hulkbuster en Serie 11, la armadura original en Serie 14 (variante de oro), y la armadura Thorbuster en Serie 15. La armadura modular con la variante de Máquina de Guerra también apareció.
Cuando Hasbro se hizo cargo de la línea de Marvel Legends en 2007, la compañía lanzó la armadura de Ultimate Iron Man como parte de la serie de "construye una figura" de Annihilus. Su armadura viene con diferente color. Algunas de las armaduras de las figuras de acción pueden ser removidas.
El 22 de marzo de 2008, Hasbro inició una línea de juguetes de la película Iron Man, con figuras en esas apariciones en la película y algunos repintados fieles al cómic. La primera ola incluía siete figuras: Iron Man Mark I, Mark II, Mark III, Prototipo, Traje de Operaciones de Sigilo (exclusivo de Wal-Mart), Prototipo de Pargo Rojo (Tarjeta exclusiva), y Iron Monger (con variantes de resaltados de color azul y rojo).
La línea de figuras de acción de Marvel Minimates cuenta con cuatro armaduras de Iron Man.
Iron Man aparece como uno de los personajes disponibles para elegir entre la versión de los héroes de Marvel del juego de mesa de la década de 1980 Guess Who?
Burger King incluyó figuras de acción de los personajes de la película en sus menús infantiles. Entre las figuras se encuentran la armadura Mark II, dos versiones de la armadura Mark III y la armadura de Iron Monger. En la película de 2008, la primera cosa que hace Stark cuando regresa a los Estados Unidos luego de escapar de los Diez Anillos es comprar una Whopper doble, y se la come durante su conferencia de prensa.
Iron Man es la duodécima figurina en The Classic Marvel Figurine Collection.
Iron Man aparece como una minifigura LEGO en los sets de Lego Marvel Super Heroes.
En junio de 2013, Bandai Tamashii Nations en Japón lanzó el Iron Man Mark VI para su línea de SH Figuarts.

## Teatro
Iron Man aparecerá en el espectáculo Marvel Universe: LIVE!.

## Proyectos cancelados
En 1989, mientras se suponía que la tercera película para TV de la serie The Incredible Hulk fuera coprotagonizada por She-Hulk, Iron Man estaba siendo considerado para una continuación o una película independiente propia. Un año más tarde, una película de Universal Studios que sería dirigida por Stuart Gordon estaba en negociaciones. Todavía estaba en la mesa diez meses después, y también otros dos años después, esta vez sin ningún director o estudio específico en mente.